# ليلى شتاينبرغ
ليلى شتاينبرغ (بالإنجليزية: Leila Steinberg)‏ هي مؤلفة أمريكية، ولدت في 18 ديسمبر 1961 في لوس أنجلوس في الولايات المتحدة.